# Розівська сільська рада (Новоазовський район)
| Розівська сільська рада — колишній орган місцевого самоврядування у Новоазовському районі Донецької області з адміністративним центром у с. Рози Люксембург. Сільській раді підпорядковані населені пункти: - с. Рози Люксембург - с. Веселе - с. Кузнеці - с. Маркине - с. Патріотичне - с. Холодне |

## Склад ради
Рада складається з 18 депутатів та голови.

## Керівний склад сільської ради
| ПІБ                           | Основні відомості                                                         | Дата обрання | Дата звільнення |
| ----------------------------- | ------------------------------------------------------------------------- | ------------ | --------------- |
| Д'яченко Валентина Михайлівна | Сільський голова, 1958 року народження, освіта, позапартійна              | 26.03.2006   | 07.07.2008      |
| Луценко Ольга Миколаївна      | Сільський голова, 1956 року народження, освіта, позапартійна              | 30.11.2008   | 30.04.2010      |
| Федорук Микола Іванович       | Сільський голова, 1963 року народження, освіта вища, член Партії регіонів | 31.10.2010   |                 |

Примітка: таблиця складена за даними джерела